# Bengt Sylvén (läkare)
Bengt Erik Gustav Wilhelm Sylvén, född den 29 september 1912 i Stockholm, död där den 26 oktober 1977, var en svensk läkare.
Sylvén avlade studentexamen 1931, medicine kandidatexamen 1935 och medicine licentiatexamen 1941. Han promoverades till medicine doktor sistmämnda år. Sylvén var amanuens vid Karolinska institutet 1933–1937, andre underläkare vid Gällivare lasarett 1942, vikarierande underläkare på röntgendiagnostiska avdelningen vid Karolinska sjukhuset 1944, underläkare vid Radiumhemmet 1945–1950 och docent i experimentell tumörforskning vid Karolinska institutet 1948–1961. Sylvén blev laborator vid Karolinska institutet i experimentell tumörforskning och föreståndare för Radiumhemmets forskningslaboratorium 1961, biträdande  professor 1969. Han publicerade skrifter i anatomi, histokemi och experimentell tumörforskning.